# 277. Volksgrenadier-Division

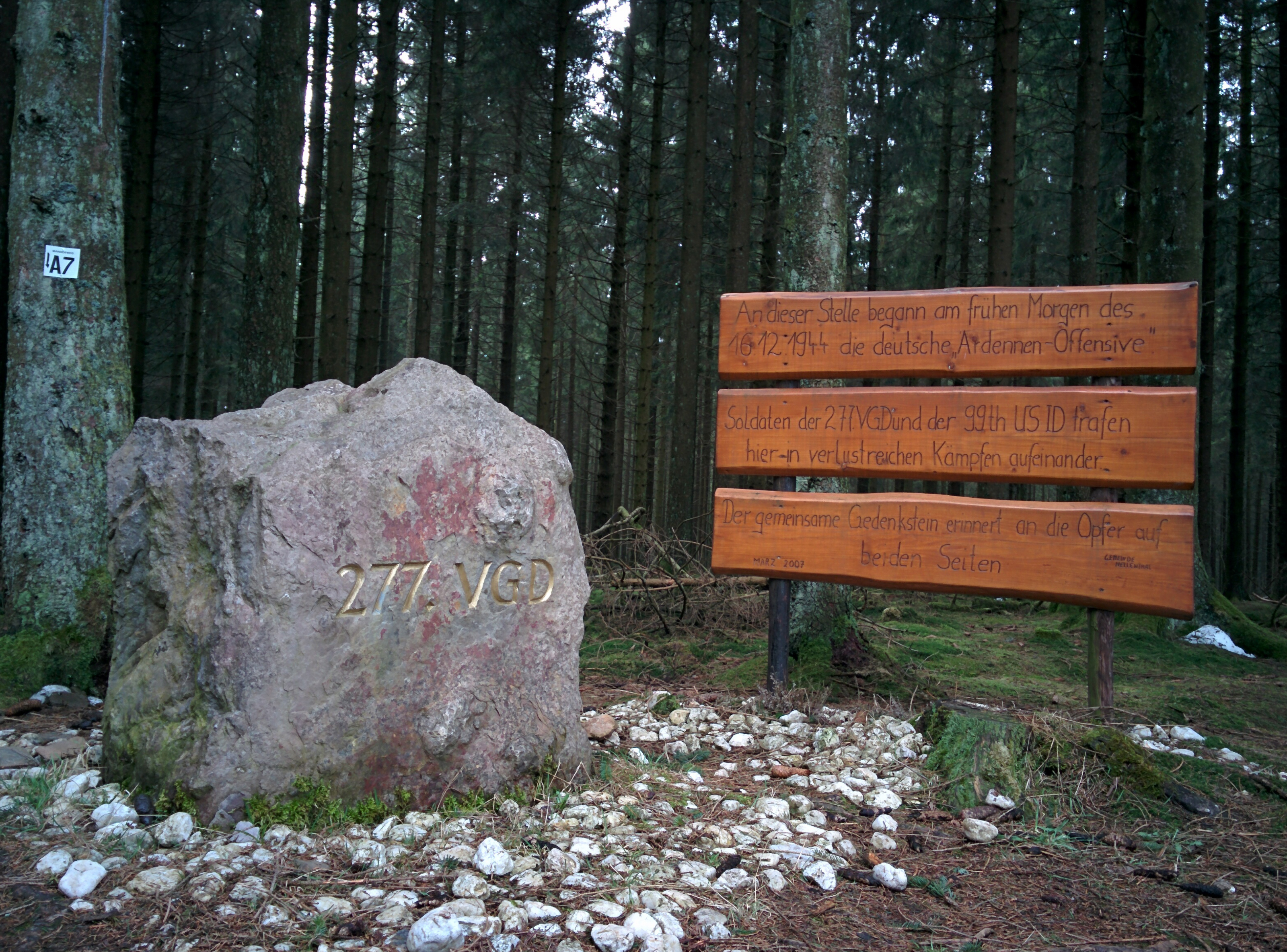
Gemeinsamer Gedenkstein an der Stelle des Beginns der Ardennenoffensive (bei Hollerath)

Die 277. Volksgrenadier-Division war eine deutsche Infanteriedivision im Zweiten Weltkrieg. Die Division wurde am 4. September 1944 in Ungarn durch Umbenennung der 574. Volksgrenadier-Division aufgestellt. Die Division wurde in der Ardennenoffensive eingesetzt und geriet im Februar 1945 im Ruhrkessel in US-amerikanische Kriegsgefangenschaft. 